# Малая брукезия
Малая брукезия (лат. Brookesia minima) — вид хамелеонов из рода брукезий. Одна из мельчайших современных ящериц.

## Описание

### Внешний вид
Длина тела малой брукезии не превышает 45 мм. Они обладают коротким, почти не закручивающимся хвостом, вдоль хребта — двойной ряд бугорков или шипиков. Над глазами — зубчатые выросты. Окраска бурая или коричневатая, под цвет опавшей листвы.

### Распространение и среда обитания
Обитают на острове Нуси-Бе у северо-западных берегов Мадагаскара.
Часто встречаются среди опавшей листвы.